# 宮成なみ
宮成 なみ（みやなり なみ、1976年11月3日 - ）は、福岡県田川市生まれの料理研究家。16cmA型さそり座。楽しい食卓株式会社代表。

## 人物
西日本新聞社より、著書「オトコをトリコにするメロメロレシピ」を出版。レシピは、1コラム＆1レシピ形式。ひとつひとつに料理のコツや食にまつわるエピソードを添え、恋する女の子たちを応援したいと料理の専門用語を一切使わず、初心者でも簡単に作れるレシピが特徴。できることから始められるよう「冷蔵庫にあるもので美味しく元気になれる」を基本にしている。楽しい食卓株式会社代表取締役。趣味は発酵食品づくり。体が弱いことから、手作り酵素、甘酒、豆乳ヨーグルトなど免疫活性「免活」に励んでいる。
モットーは「美味しいごはんを作るには四つのコツがあるとばい。お金か、時間か、手間か、知恵か、どれかひとつをかけたらいいと。ご飯も夢も自分の手で調理していくとよ」と言う母の言葉。

## 来歴
- 16歳（高校1年生）の冬、マラソンをしている途中で倒れる。当初は風邪の診断だったが、体調は悪化していくいっぽう。検査の結果『結節性動脈周囲炎(別名:結節性多発動脈炎)』と診断される[1]。結節性多発動脈炎の治療はなんとか抑えたもののそれが元で腎臓機能が低下。慢性腎不全と診断される。医者から「社会復帰は難しいかと思われます。唯一進行を遅らせる方法は食事療法です」と告げられる。1年弱の入院生活を経て退院。母と一緒に食事療法を開始。7年半、母との食事療法で奇跡的に回復し、社会復帰を果たす。[2]
- 自分の体験を通じ、命の大切さ、食事の大切さを伝えたたいと夢であった料理研究家を目指す。地元新聞紙・西日本新聞社に投稿したのがきっかけで料理研究家として料理本の出版が決定。料理研究家となる。
- 2006年透析導入。呼吸困難に陥ったが透析を経て無事退院。現在は週３回×６時間の透析をこなしつつ、行政・教育機関及び医療・企業などの食育講演会で講師を勤める他、商品開発や食にまつわるコラムの執筆などを行っている。[3]

## TV・ラジオ出演
- 2006年4月～2014年4月「今日感テレビ日曜版」（RKB）にちようキッチン出演
- 2013年9月4日 「ももち浜ストア」(TNC)実践!今ブームのキレイ術 自宅でできる手作り酵素
- 2014年12月21日 東京テレビHOPE for tomorrow
- 2015年5月21日「今日感テレビ」（RKB）プロこっそり
- 2014年3月〜現在 天神ユナイテッド（LOVEFM）マスターオブザスタイル出演

## 出版物
- オトコをトリコにするメロメロレシピ（西日本新聞社）
- 奇跡のごはん（東洋経済新報社）朝日新聞書評